# La Pedrera (Departament d'Amazones)
La Pedrera és un corregiment departamental colombià, situat en el departament d'Amazones. Té una població de 13.935 habitants. Es troba a 100 msnm.
El corregiment de la Pedrera es va fundar l'any 1935.

## Serveis Públics
A la Pedrera hi ha telefonía fixa i mòbil, internet, aigua corrent, electricitat i un hospital.

## Economia
Els principals cultius agraris de la Pedrera són la iuca, el plàtan, el dacsa i els arbres fruiters. A més a més també tenen ramaderia bovina i porcina.

## Turisme
Els principals atractius turístics de la Pedrera són:
- Cim Yupatí (1.200 m.)
- Salt d'aigua Cardoso
- Salt d'aigua del Sucre
- Comunitats d'Amore, Puerto Córdova i Renacer
- Desembocadura del Riu Apaporis
- Llacs del Monte
- Riu Latomina
- Raudals de Córdova
- Camí d'Abacuri
- Riu Latonina